# Шербешти (Бакау)
Шербешти (рум. Șerbești) насеље је у Румунији у округу Бакау у општини Саучешти. Oпштина се налази на надморској висини од 163 m.

## Становништво
Према подацима из 2002. године у насељу је живело 514 становника, од којих су сви румунске националности.